# Eliminatoria al Campeonato Juvenil de la AFC 1980
La Eliminatoria al Campeonato Juvenil de la AFC 1980 fue la ronda de clasificación para la fase final que daba dos plazas para la Copa Mundial de Fútbol Sub-20 de 1981 y contó con la participación de 15 selecciones juveniles que disputaron 5 plazas para la fase final del torneo.

## Clasificatoria

### Zona A
Los partidos se jugaron en Daca, Bangladés.
| País      | J | G | E | P | GF | GC | Pts |
| --------- | - | - | - | - | -- | -- | --- |
| Catar     | 4 | 4 | 0 | 0 | 11 | 2  | 8   |
| Bangladés | 4 | 3 | 0 | 1 | 9  | 3  | 6   |
| India     | 4 | 1 | 1 | 2 | 3  | 4  | 3   |
| Omán      | 4 | 1 | 1 | 2 | 6  | 7  | 3   |
| Nepal     | 4 | 0 | 0 | 4 | 2  | 15 | 0   |

| India     | 2-1 | Nepal     |
| Omán      | 1-4 | Catar     |
| Bangladés | 5-1 | Nepal     |
| India     | 1-1 | Omán      |
| Catar     | 2-1 | Bangladés |
| Omán      | 4-0 | Nepal     |
| Catar     | 1-0 | India     |
| Bangladés | 2-0 | Omán      |
| Nepal     | 0-4 | Catar     |
| Bangladés | 1-0 | India     |

### Zona B
Los partidos se jugaron en Manila, Filipinas.

#### Fase de grupos

##### Grupo 1
| País     | J | G | E | P | GF | GC | Pts |
| -------- | - | - | - | - | -- | -- | --- |
| Japón    | 4 | 4 | 0 | 0 | 12 | 2  | 8   |
| Singapur | 4 | 2 | 1 | 1 | 9  | 4  | 5   |
| China    | 4 | 2 | 0 | 2 | 13 | 4  | 4   |
| Malasia  | 4 | 0 | 2 | 2 | 4  | 9  | 2   |
| Brunéi   | 4 | 0 | 1 | 3 | 3  | 22 | 1   |

| Malasia | 0-2 | China    |
| Japón   | 2-1 | Singapur |
| Brunéi  | 3-3 | Malasia  |
| China   | 1-2 | Singapur |
| Japón   | 5-0 | Brunéi   |
| Malasia | 1-1 | Singapur |
| China   | 9-0 | Brunéi   |
| Malasia | 0-3 | Japón    |
| Brunéi  | 0-5 | Singapur |
| Japón   | 2-1 | China    |

##### Grupo 2
| País          | J | G | E | P | GF | GC | Pts |
| ------------- | - | - | - | - | -- | -- | --- |
| Corea del Sur | 4 | 4 | 0 | 0 | 16 | 2  | 8   |
| Tailandia     | 4 | 2 | 1 | 1 | 11 | 3  | 5   |
| Filipinas     | 4 | 1 | 1 | 2 | 7  | 14 | 3   |
| Indonesia     | 4 | 0 | 2 | 2 | 6  | 12 | 2   |
| Hong Kong     | 4 | 0 | 2 | 2 | 3  | 12 | 2   |

| Corea del Sur | 2-0 | Tailandia     |
| Hong Kong     | 1-1 | Filipinas     |
| Tailandia     | 1-1 | Indonesia     |
| Corea del Sur | 5-0 | Hong Kong     |
| Filipinas     | 4-3 | Indonesia     |
| Tailandia     | 4-0 | Hong Kong     |
| Corea del Sur | 5-0 | Indonesia     |
| Filipinas     | 0-6 | Tailandia     |
| Indonesia     | 2-2 | Hong Kong     |
| Filipinas     | 2-4 | Corea del Sur |

#### Semifinales
| Equipo 1      | Resultado | Equipo 2 |
| ------------- | --------- | -------- |
| Tailandia     | 1-2       | Japón    |
| Corea del Sur | 4-1       | Singapur |

#### Tercer lugar
| Equipo 1  | Resultado | Equipo 2 |
| --------- | --------- | -------- |
| Tailandia | 8-1       | Singapur |

#### Final
| Equipo 1 | Resultado | Equipo 2      |
| -------- | --------- | ------------- |
| Japón    | 1-3       | Corea del Sur |

## Clasificados a la Fase Final
| - Catar - Bangladés | - Corea del Sur - Japón | - Tailandia |